# Mustafa Ceceli

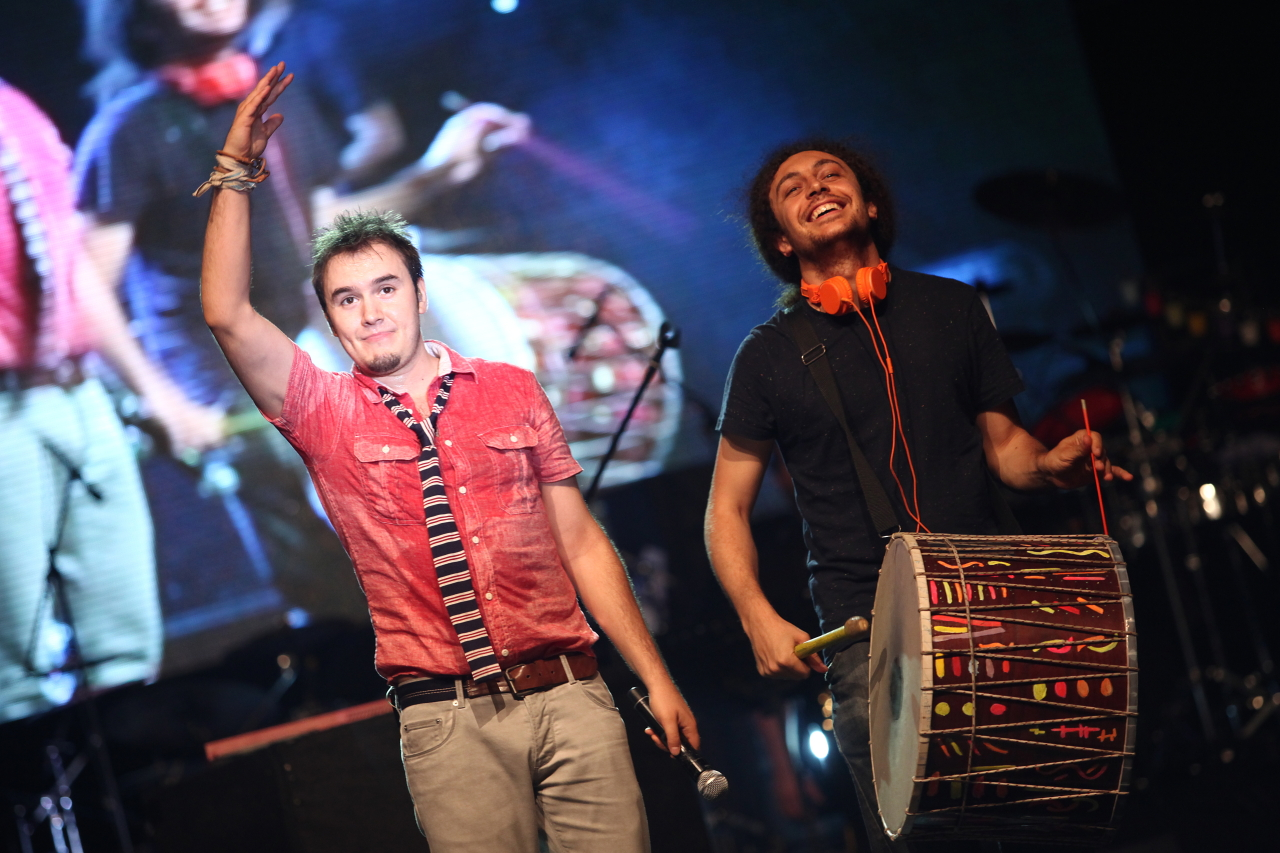
Mustafa Ceceli links (2012)

Mustafa Ceceli (* 2. November 1980 in Ankara) ist ein türkischer Popmusiker und Musikproduzent.

## Leben
Ceceli begann bereits im Alter von sechs Jahren mit dem Klavierspiel. Nach der Schulausbildung studierte er zunächst an der Universität Ankara 6 Semester Veterinärmedizin und spielte nebenbei mit Bands. Danach wechselte er nach Istanbul an die Yeditepe Üniversitesi, wo er ein Studium der Betriebswirtschaft abschloss.
Er war im Jahr 2008 verheiratet und ist seit 2011 Vater eines Sohnes, dem er auch sein 2012er-Album Es widmete. Ceceli, der sich nach 9 Jahren Ehe von seiner Frau (Sinem Ceceli) getrennt hat, ist seit 2017 mit seiner neuen Frau Selin İmer verheiratet.

## Karriere
Im Jahr 2009 wandte sich Ceceli, nachdem er Kontakte geknüpft hatte, ganz dem professionellen Musikgeschäft zu und veröffentlichte sein erstes Album Mustafa Ceceli bei dem Major-Label Doğan Music. Es folgten vier weitere Alben, und zahlreiche Singleauskopplungen erreichten Platzierungen in den Top 10 der türkischen Popcharts. Seit 2015 betreibt er einen eigenen Verlag, der ebenfalls über Doğan Music veröffentlicht.
Er gewann zweimal die türkische Version des Grammy Awards Türkiye Müzik Ödülleri: in den Kategorien „Bestes Album“ im Jahr 2010 und als „Bester männlicher Sänger“ im Jahr 2014.
In seiner bisherigen Musiklaufbahn hat er erfolgreiche Songs für bekannte Musiker wie Sezen Aksu, İrem Derici, Ziynet Sali, Ebru Yaşar, Bengü, Kenan Doğulu oder Murat Boz produziert.

## Diskografie

### Alben
- 2009: Mustafa Ceceli
- 2012: Es
- 2014: Kalpten
- 2015: Aşk İçin Gelmişiz
- 2017: Zincirimi Kırdı Aşk
- 2023: İyi Ki Sen Varsın

### Kollaborationen
- 2010: Istanbul Strings, Vol. 1 (mit Özgür Arkun)

### Remixalben
- 2010: Mustafa Ceceli+Remixes
- 2011: Eksik Remix
- 2012: Es+Remixes

### Kompilationen
- 2013: 5. Yıl (2007-2012)
- 2016: Koleksiyon

### EPs
- 2017: Simsiyah

### Singles
| - 2008: Karanfil - 2009: Limon Çiçekleri (Original: Marwan Khoury & Carole Samaha – Ya Rab) - 2009: Hastalıkta Sağlıkta - 2010: Tenlerin Seçimi - 2010: Dön - 2010: Bekle - 2011: Şarkı - 2012: Es - 2012: Bir Yanlış Kaç Doğru - 2012: Bir Zamanlar Deli Gönlüm - 2012: Sevgilim - 2012: Yarabbim - 2013: Aman - 2013: Söyle Canım - 2013: Dünyanın Bütün Sabahları - 2014: Aşk Döşeği - 2014: Aşikâr'dır Zat-ı Hak - 2014: Hüsran - 2015: Gül Rengi - 2015: İlle De Aşk (Original: Cheb Khaled – Hiya Hiya) - 2015: Islak İmza - 2015: Uyan Ey Gözlerim Gafletten Uyan - 2016: Emri Olur - 2016: Sultanım - 2016: Aşk İçin Gelmişiz - 2016: Aşkım Benim | - 2016: Beklenen Şarkı - 2016: Sarı Saçlarından Sen Suçlusun - 2016: Mihrabım Diyerek Sana Yüz Vurdum - 2017: İyi ki Hayatımdasın - 2017: Geçti O Günler - 2018: Simsiyah - 2018: Sana Değer - 2019: Yaz Bunu Bir Kenara - 2019: Düşünme Hiç - 2019: Bedel - 2020: Saçma Sapan - 2020: Ki Sen - 2020: Rüyalara Sor - 2021: Dayanak - 2021: Ölümlüyüm - 2021: Başaramadım - 2021: Tut Elimden - 2022: Gerçekten Zor - 2022: Beni Unut - 2022: Yıkamazsın - 2022: Gelme Üstüme - 2024: Bozuyorum Yeminimi - 2024: Unutamıyorum - 2024: Ömrüm - 2025: Tutuşmuş Karadeniz |

Quelle:

### Zusammenarbeit mit anderen Künstlern
| - 2007: Unutamam (mit Enbe Orkestrası) - 2010: Huysuz ve Tatlı Kadın (mit Cihan Okan) - 2010: Sarı Gelin (mit İstanbul Strings) - 2010: Hata (mit Ozan Doğulu) - 2010: Eksik (mit Enbe Orkestrası) - 2011: Yağmur Ağlıyor (mit Enbe Orkestrası) - 2011: Sensiz Olmaz Ki (mit İskender Paydaş) - 2012: Batsın Bu Dünya (als Teil des Chors) - 2014: Haram Geceler (mit Ozan Doğulu) - 2014: Şeker (mit Ravi İncigöz) - 2014: Al Götür Beni / Make Me Yours Tonight (mit Lara Fabian) - 2016: O Sensin Ki / Bika Moulhimi / The Way of Love (mit Maher Zain) - 2016: Untuk Cinta (mit Siti) - 2017: Mavi Mavi (mit Sinan Ceceli) - 2017: Bekleyemedin Mi (mit Yaşar Gaga) - 2017: Merdo (mit Yiğit Mahzuni) - 2017: Kıymetlim (mit İrem Derici) - 2018: Aşk Haklıyı Seçmiyor (mit Sera Tokdemir) - 2018: Aşığız (mit Sinan Ceceli) - 2018: Anlarsın (mit Sinan Akçıl) - 2019: Mühür (mit Irmak Arıcı) - 2020: Çok Sevmek Yasaklanmalı (mit Sinan Akçıl & İrem Derici) - 2020: Eve Giremiyorum (mit Sinan Akçıl) - 2020: Ben de Özledim (mit Bahadır Tatlıöz, Aydın Kurtoğlu & Gülden) - 2020: Gün Ağarmadan (mit Irmak Arıcı) | - 2020: Dünya (mit Sinan Akçıl & Tohi) - 2020: Öptüm Nefesinden (mit Ekin Uzunlar) - 2021: İçime Atıyorum (mit Ziynet Sali) - 2021: Rüzgar (mit Bilal Hancı) - 2021: Leyla Mecnun (mit Burak Bulut & Kurtuluş Kuş) - 2021: Imtiyaz (mit Jine) - 2021: Canım (mit Yaşar İpek) - 2022: Salıncak (mit Nigar Muharrem, Burak Bulut & Kurtuluş Kuş) - 2022: Durum Çok Acil (mit Sinan Akçıl & Merve Özbey) - 2022: Rastgele (mit İrem Derici, Burak Bulut & Kurtuluş Kuş) - 2022: Dayan (mit Semicenk) - 2022: İlla (mit Indira Elemes) - 2022: Sargı (mit Nigar Muharrem, Burak Bulut & Kurtuluş Kuş) - 2022: Zaman (mit Bengü) - 2023: Efkâr Gecesi (mit Sinan Akçıl & İrem Derici) - 2023: Yolları Aşamadım (mit Ekin Uzunlar) - 2023: İnsafsız (mit Irmak Arıcı) - 2023: Aşktan Giderken (mit Yıldız Tilbe) - 2023: Sana Yandım (mit Didar) - 2023: Şeref (mit Serdem Coskun) - 2024: İstanbul Ankara (mit Azat Taş) - 2024: Yaka Yaka (mit Rabia Tunçbilek) - 2024: Yüreğim (mit Vüsal Əliyev) - 2025: Kervan (mit Bengü) |

### Gastauftritte
- 2006: Belki de Biz (von Ziynet Sali – Hintergrundstimme)
- 2006: Günahımı Alma (von Betül Demir – Hintergrundstimme)
- 2008: Bir Ara (von Betül Demir – Hintergrundstimme)
- 2008: Yaz Yaz Yaz (von Grup Hepsi – Hintergrundstimme)
- 2009: Bizde Böyle (von Ziynet Sali – Hintergrundstimme)
- 2011: Oflaya Oflaya (von Burcu Güneş – Hintergrundstimme)
- 2012: Eloğlu (von Günseli Deniz – Hintergrundstimme)
- 2015: Ara Ne Olursun (von Tuvana Türkay – Hintergrundstimme)
- 2017: Sözünde Durmadın (von Bengü – Hintergrundstimme)
- 2018: Hadi Gel (von İrem Derici – Hintergrundstimme)
- 2018: Tek Tabanca (von İrem Derici – Hintergrundstimme)
- 2019: Yok Dostum Zor Dostum (von İrem Derici – Hintergrundstimme)
- 2020: Yaktın Yar (von Emir Şamur – Hintergrundstimme)
- 2021: İmkansız (von Yaşar İpek – Hintergrundstimme)

### Produktionen (Auswahl)
| - 2003: Aklım Karıştı (von Kenan Doğulu) - 2004: Zır Zır (von Abidin) - 2005: Elveda (von Özgün) - 2005: İkili Delilik (von Sezen Aksu) - 2006: Tempo (von Grup Hepsi & Sezen Aksu) - 2006: Yürü Yüreğim (von Gökhan Tepe) - 2006: Yaz Geliyor (von Betül Demir) - 2006: Yurtta Aşk Cihanda Aşk (von Gülşen) - 2006: Canın Sağolsun (von Gülşen) - 2006: Çakkıdı (von Kenan Doğulu) - 2007: Komple (von Burak Kut) - 2007: Korkma Kalbim (R&B Club Version) (von Bengü) - 2009: Seni Severdim (von Yulduz Usmonova & Yaşar) - 2009: Yalan (von Yulduz Usmonova) - 2009: Kalp Yarası (von Özcan Deniz) - 2009: Ağladın Ya (von Meyra) - 2009: Açık Adres (von Sertab Erener) - 2011: Tek Aşkım (von Emre Altuğ) - 2012: İstanbul'dayım (von Nil Karaibrahimgil) - 2012: Soğuk Odalar (von Emre Aydın & Gülden Mutlu) - 2013: Firuze (von Tarkan) - 2013: Vazgeçmem (von Murat Boz) - 2013: Saygımdan (von Bengü) - 2013: Düşler Ülkesinin Gelgit Akıllısı (von İrem Derici) - 2013: Sevgi Olsun Taştan Olsun (von İrem Derici) - 2014: Kalbimin Tek Sahibine (von İrem Derici) - 2014: Kanatlarım Var Ruhumda (von Nil Karaibrahimgil) | - 2014: Sahici (von Bengü) - 2014: Kim Ne Derse Desin (von Cem Belevi & Ayshe) - 2015: Aşk Eşittir Biz (von İrem Derici) - 2016: Evlenmene Bak (von İrem Derici) - 2016: Bana Hiçbir Şey Olmaz (von İrem Derici) - 2016: Sığamıyorum (von Bengü) - 2016: Gün Ağardı (von Murat Boz & Ebru Gündeş) - 2017: Ben Ne Yangınlar Gördüm (von Ebru Yaşar) - 2018: Yazsın Bana (von İrem Derici) - 2019: Acemi Balık (von İrem Derici) - 2019: Bana da Söyle (von Ziynet Sali) - 2019: Ufo (von Burcu Güneş) - 2019: Alev Alev (von Ebru Yaşar) - 2020: Kalmam (von Ebru Yaşar) - 2020: Can Kenarım (von Murat Boz) - 2020: Ömrüm (von Ziynet Sali) - 2020: Yara (von Ziynet Sali & Bilal Sonses) - 2020: Kalbim Tatilde (von Ziynet Sali) - 2021: Efkarım Var (von Ziynet Sali) - 2021: Nabız (von Burak Bulut & Kurtuluş Kuş) - 2021: Baba Yak (von Burak Bulut & Kurtuluş Kuş) - 2021: İçime Ata Ata (von Burak Bulut & Kurtuluş Kuş & Ebru Yaşar) - 2022: Bilirim Yalan (von Burak Bulut & Kurtuluş Kuş & Alaaddin Ergün & Çağla) - 2022: Sana Doyamıyorum (von Ziynet Sali) - 2022: Ara Sıra (von İrem Derici) - 2022: Sonsuza Dek (von Murat Boz & Ebru Gündeş) |

## Filmografie
Serien
- 2007: Hepsi 1

## Auszeichnungen
- 2008: Altın Kelebek Award in der Kategorie Bester Newcomer
- 2010: Altın Kelebek Award in der Kategorie Bester Newcomer
- 2011: Kral Türkiye Müzik Award in der Kategorie Bestes Duett (für Eksik)
- 2013: Altın Kelebek Award in der Kategorie Bester Pop-Sänger
- 2013: Kral Türkiye Müzik Award in der Kategorie Bester Pop-Musiker
- 2014: Kral Türkiye Müzik Award in der Kategorie Bester Pop-Musiker
- 2015: Kral Türkiye Müzik Award in der Kategorie Bester Pop-Musiker
- 2015: Kral Türkiye Müzik Award in der Kategorie Bestes Duett (für Şeker)
- 2015: Altın Kelebek Award in der Kategorie Bester Pop-Sänger